# Eo biển Kennedy

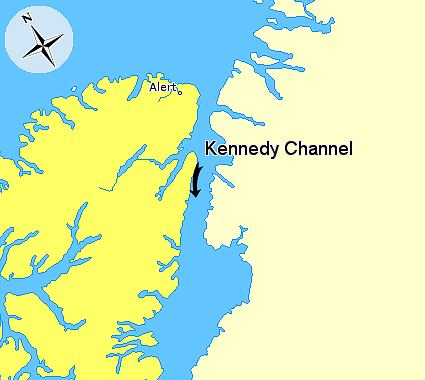
Eo biển Kennedy, Nunavut, Canada.
Đảo Ellesmere, Nunavut
Greenland

Eo biển Kennedy (tiếng Đan Mạch: Kennedy Kanalen; 80°55′B 66°30′T / 80,917°B 66,5°T) là một hành lang biển thuộc Bắc Băng Dương nằm giữa Greenland và đảo xa nhất về phía bắc của Canada là đảo Ellesmere.
Nó tạo thành một phần của eo biển Nares, kết nối vũng Kane với vũng Hall. Từ phía nam, điểm bắt đầu của nó được đánh dấu bằng các mũi đất Lawrence và Jackson; sự kết nối của nó với vũng Hall được đánh dấu bằng các mũi đất Baird và Morton. Nó dài khoảng 130 km (81 dặm Anh) và rộng khoảng 24–32 km (15-20 dặm Anh), độ sâu trung bình khoảng 180–340 m.
Nó được Elisha Kane đặt tên vào khoảng năm 1854 trong chuyến đi thứ hai của ông tới Bắc cực để tìm kiếm đoàn thám hiểm bị thất bại của John Franklin. Tuy nhiên, một điều hoàn toàn không rõ ràng là ông đặt tên cho nó như thế vì lý do gì. Kane có thể nhớ tới người bạn thám hiểm William Kennedy, người ông đã gặp vài năm trước đó và cả hai đều tham gia vào các cuộc tìm kiếm đầu tiên về đoàn thám hiểm của Franklin. Tuy nhiên, nhiều nhà sử học cho rằng ông đặt tên cho eo biển này theo tên của John Pendleton Kennedy, Bộ trưởng Bộ Hải quân Hoa Kỳ trong giai đoạn từ năm 1852 tới năm 1853, mà theo chỉ thị của ông này thì chuyến đi thứ hai của Kane tới Bắc cực đã được thực hiện.